# Jeghipatrusz
Jeghipatrusz (orm. Եղիպատրուշ) – wieś w Armenii, w marzie Aragacotn. W 2011 roku liczyła 819 mieszkańców.
Miejscowość leży na wysokości 2000 m n.p.m., w odległości około 15 km na południowy wschód od miasta Aparan. Około 3 km na południowy zachód od wsi znajduje się zbiornik Aparan. Odległość od drogi krajowej Erywań-Aparan wynosi około 10 km.
Większość budynków we wsi została wzniesiona z kamienia wulkanicznego (tuf).  

## Historia
W miejscowości archeolodzy odkryli groby z II-III wieku p.n.e. Znaleziono wiele ozdób i glinianych naczyń z tego okresu.  
W IV i V wieku wioska należała do rodziny książęcej Gyntuni, która wybudowała tutaj bazylikę. Ruiny budowli zachowały się do dziś. W pobliżu znajdują się chaczkary datowane na VII-VIII wiek. 
W 696 roku w miejscowości urodził się Katolikos Wszystkich Ormian Jesaji I Jeghipatruszeci (Jesaji z Jeghipatruszu). 
W czasach Związku Radzieckiego wieś nosiła nazwę Myrrawian. Nazwa ta została zmieniona w 1991 roku, tuż po odzyskaniu niepodległości, z inicjatywy posła Tigrana Petrosjanca i dyrektora szkoły Saghatela Howhannisjana. 

## Ludność
Część mieszkańców stanowią potomkowie Ormian z Persji i Alaszkertu (obecnie Eleşkirt w Turcji). 
Zmiany w liczbie ludności na przestrzeni lat:
| Rok        | 1831 | 1897 | 1926 | 1939 | 1959 | 1970 | 1979 | 2001 | 2004 | 2011 |
| Mieszkańcy | 252  | 1091 | 1070 | 1170 | 672  | 795  | 677  | 739  | 725  | 819  |

## Galeria

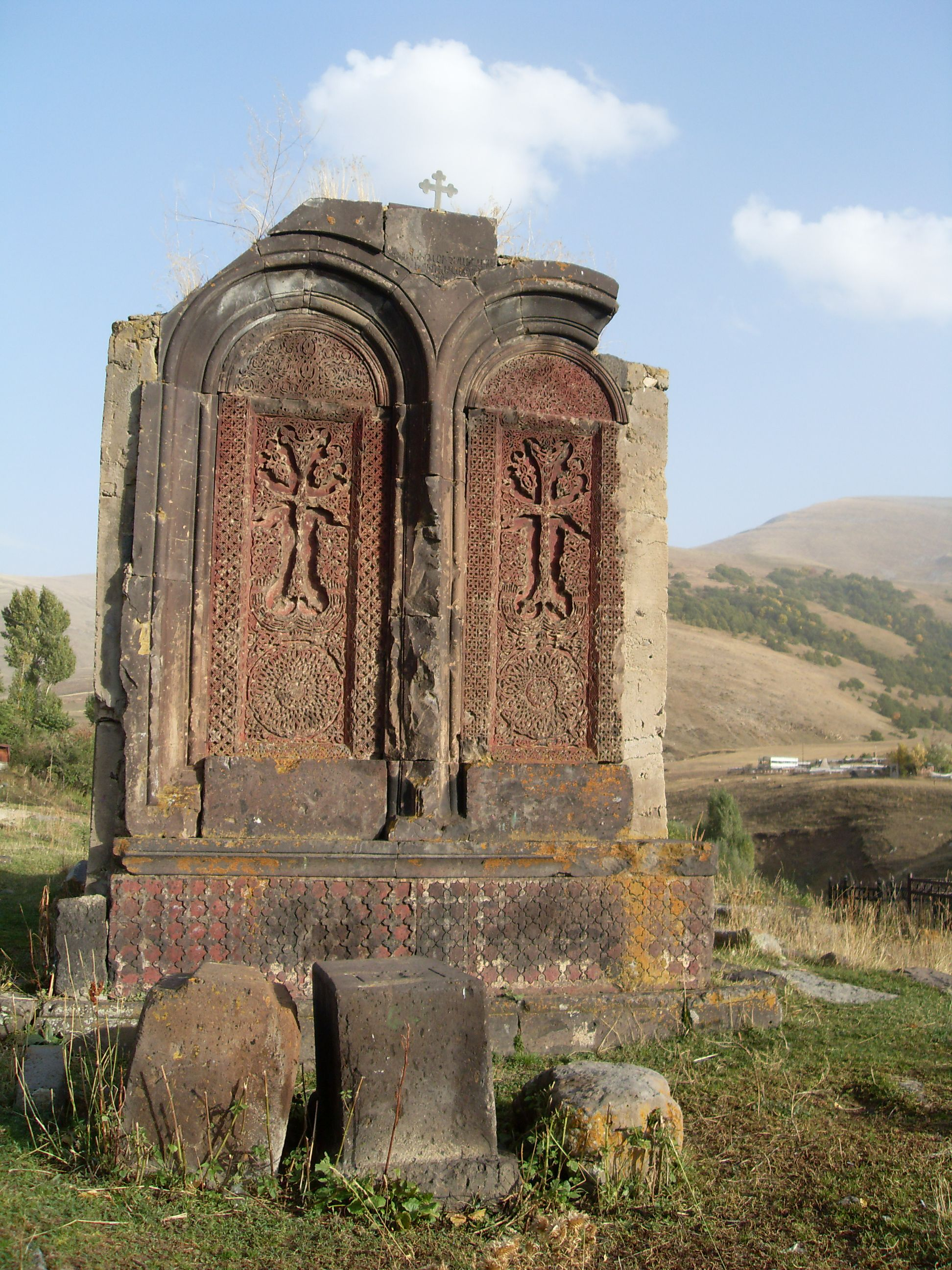
Chaczkar z XIII wieku
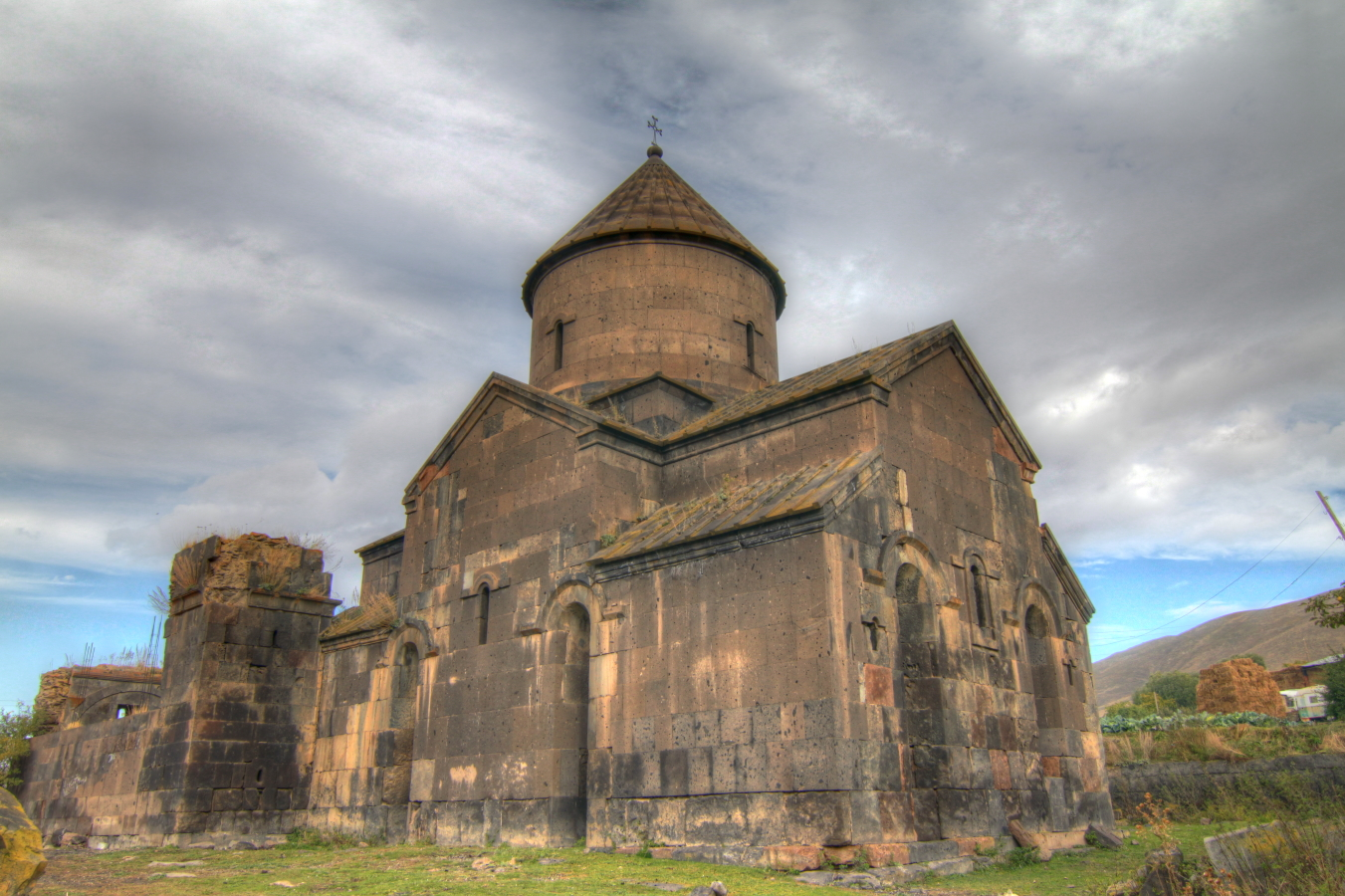
Kościół w Jeghipatruszu (X-XIII w.)
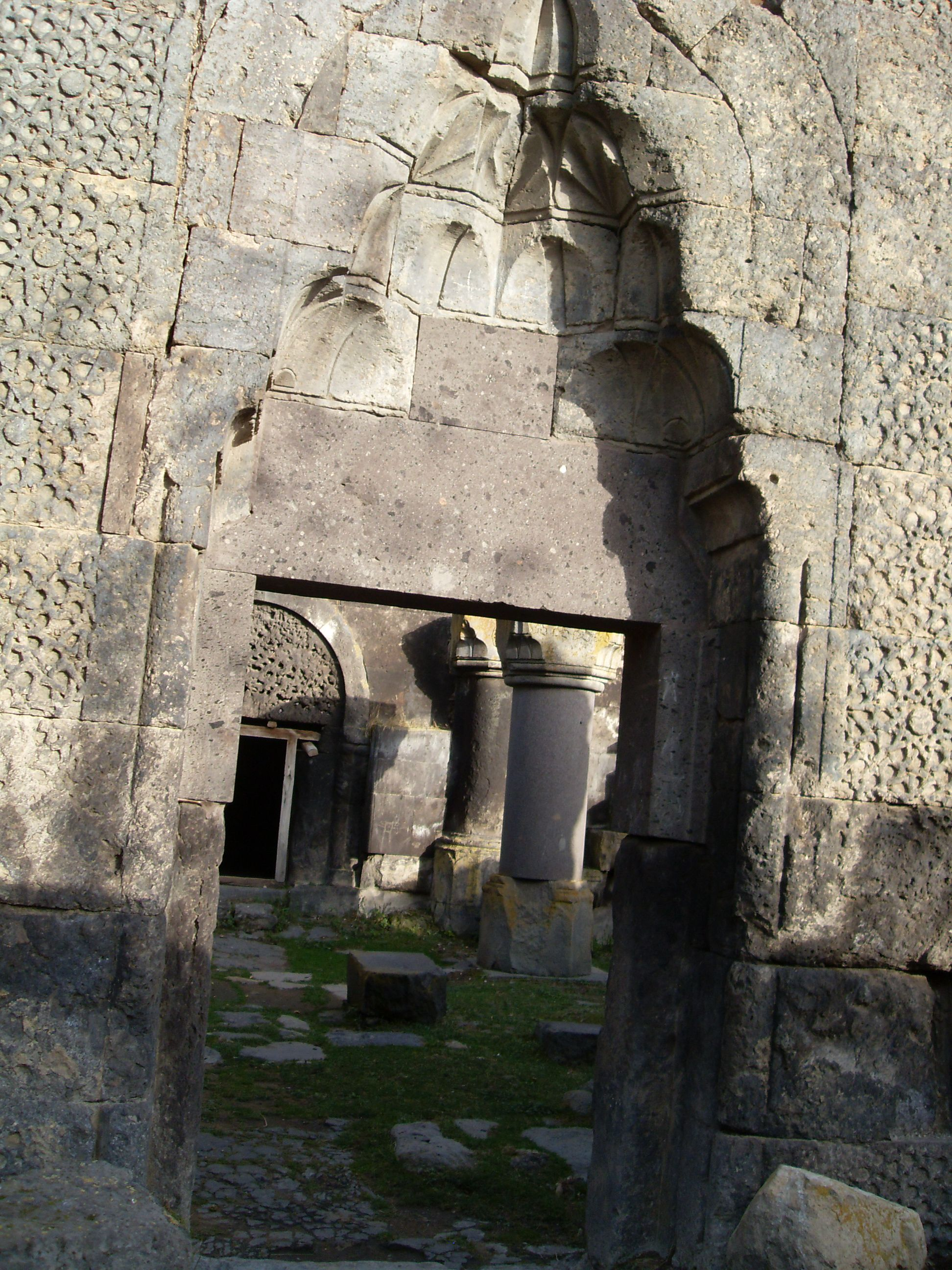
Wejście na dziedziniec kościoła
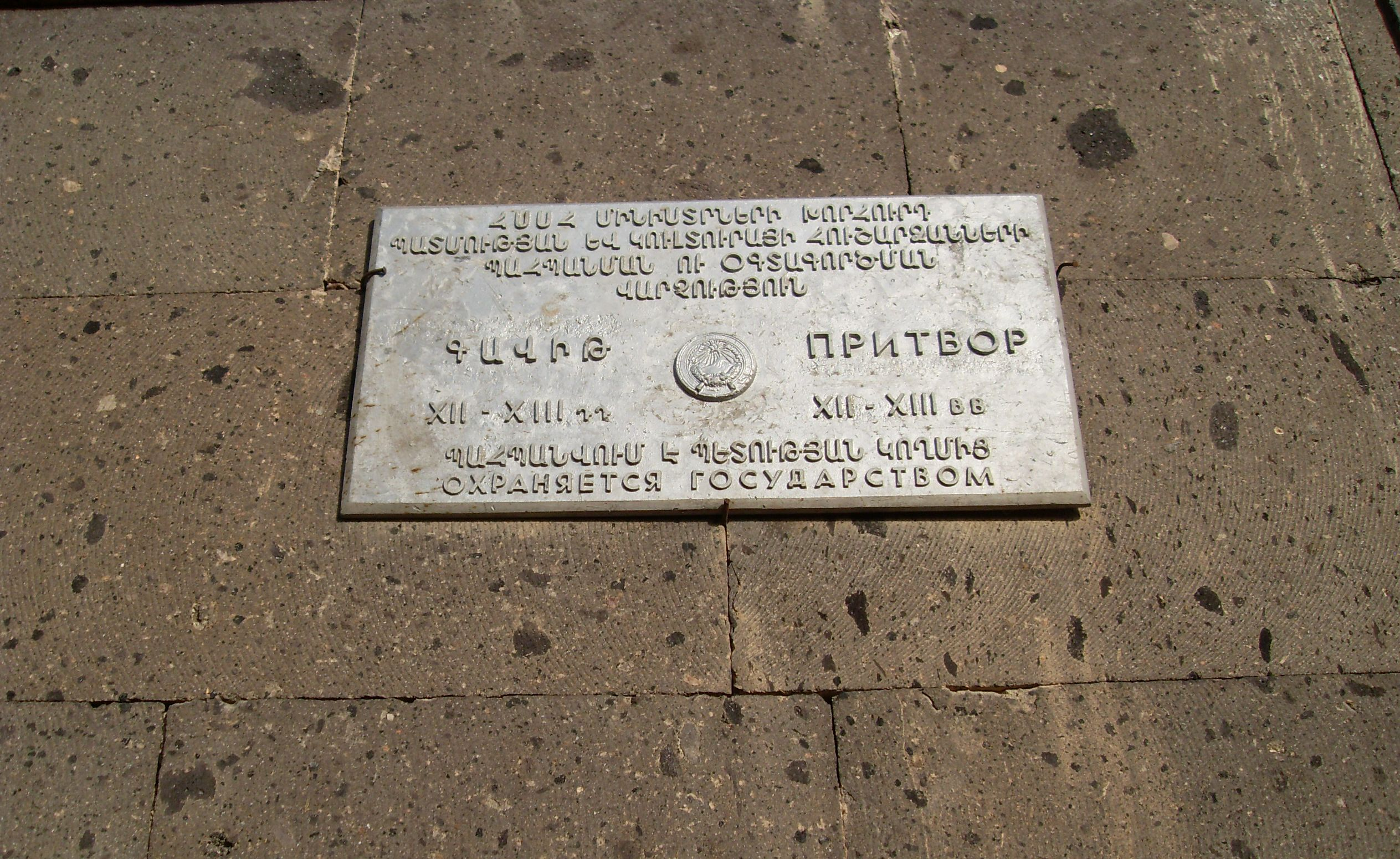
Tabliczka w dziedzińcu kościoła